# Exo Planet 5 - Exploration (album)
Albums de EXO
Obsession
(2019) Don't Fight the Feeling
(2021)
EXO PLANET #5 - EXpℓOration est un album live du boys band sud-coréano-chinois EXO enregistré lors de leur représentation à Séoul le 28 juillet 2019 dans le cadre de la tournée EXpℓOration, qui est sorti le 21 avril 2020 par SM Entertainment. 

## Liste des pistes

### CD1[2]
| 1.    | EXpℓOration                               | 1:05 |
| 2.    | Tempo                                     | 3:45 |
| 3.    | Tranformer                                | 3:44 |
| 4.    | Gravity                                   | 4:00 |
| 5.    | Sign                                      | 3:20 |
| 6.    | UN Village                                | 4:04 |
| 7.    | 24/7                                      | 4:20 |
| 8.    | Love Shot                                 | 3:24 |
| 9.    | 닿은 순간 (Ooh La La La)                  | 3:14 |
| 10.   | Monster                                   | 3:45 |
| 11.   | 오아시스 (Oasis)                          | 3:55 |
| 12.   | 지나갈 테니 (Been Through) (Solo de Suho) | 3:31 |
| 13.   | Lights Out (Solo de Chen)                 | 4:19 |
| 46:26 |                                           |      |

### CD2[2]
| 1.    | What a life (EXO-SC)               | 3:26 |
| 2.    | 부르면 돼 (Closer to you) (EXO-SC) | 2:08 |
| 3.    | Falling For You                    | 3:27 |
| 4.    | Wait                               | 4:12 |
| 5.    | Power                              | 5:32 |
| 6.    | Confession (Solo de Kai)           | 3:56 |
| 7.    | 후폭풍 (Bad Dream)                 | 3:57 |
| 8.    | Damage                             | 4:18 |
| 9.    | 으르렁 (Growl)                     | 2:05 |
| 10.   | 중독 (Overdose)                    | 2:27 |
| 11.   | Call Me Baby                       | 3:47 |
| 12.   | 불공평해 (Unfair)                  | 2:59 |
| 13.   | 발자국 (On The Snow)               | 3:33 |
| 14.   | 여기 있을게 (Smile On My Face)     | 4:40 |
| 49:47 |                                    |      |

## Historique de sortie
| Pays         | Date          | Format                   | Label            |
| ------------ | ------------- | ------------------------ | ---------------- |
| Corée du Sud | 21 avril 2020 | CD, téléchargement légal | SM Entertainment |
| Monde entier | 21 avril 2020 | Téléchargement légal     | SM Entertainment |